# Mesquita de l'imam Ali (Shaki)
La Mesquita de l'imam Ali (àzeri: İmam Əli məscidi) és una mesquita històrica i arquitectònica situada a la ciutat de Shaki, Azerbaidjan.

## Història
Els historiadors creuen que la mesquita Imam Ali es va construir el 1775, al barri Ganjali de la ciutat de Shaki. Malgrat això, es desconeix la data exacta de la construcció de la mesquita. La superfície total de la mesquita és de 660 m². La mesquita té forma quadrangular i consta de 2 plantes. Hi ha habitacions auxiliars a la planta baixa. A la segona planta, hi ha una sala d'oracions amb una superfície de 26x13 metres.
La mesquita es va construir a partir de maons cremats. Les parets tenen un gruix de 75 cm. La mesquita Imam Ali ha conservat el seu aspecte original. No obstant això, després de l'ocupació soviètica a l'Azerbaidjan, el minaret de la mesquita Imam Ali va ser destruït i la mesquita va deixar de funcionar. Després que Azerbaidjan recuperés la independència, el minaret i l'altar es van reconstruir el 1997. L'alçada del minaret actual és de 22 metres.

## Galeria

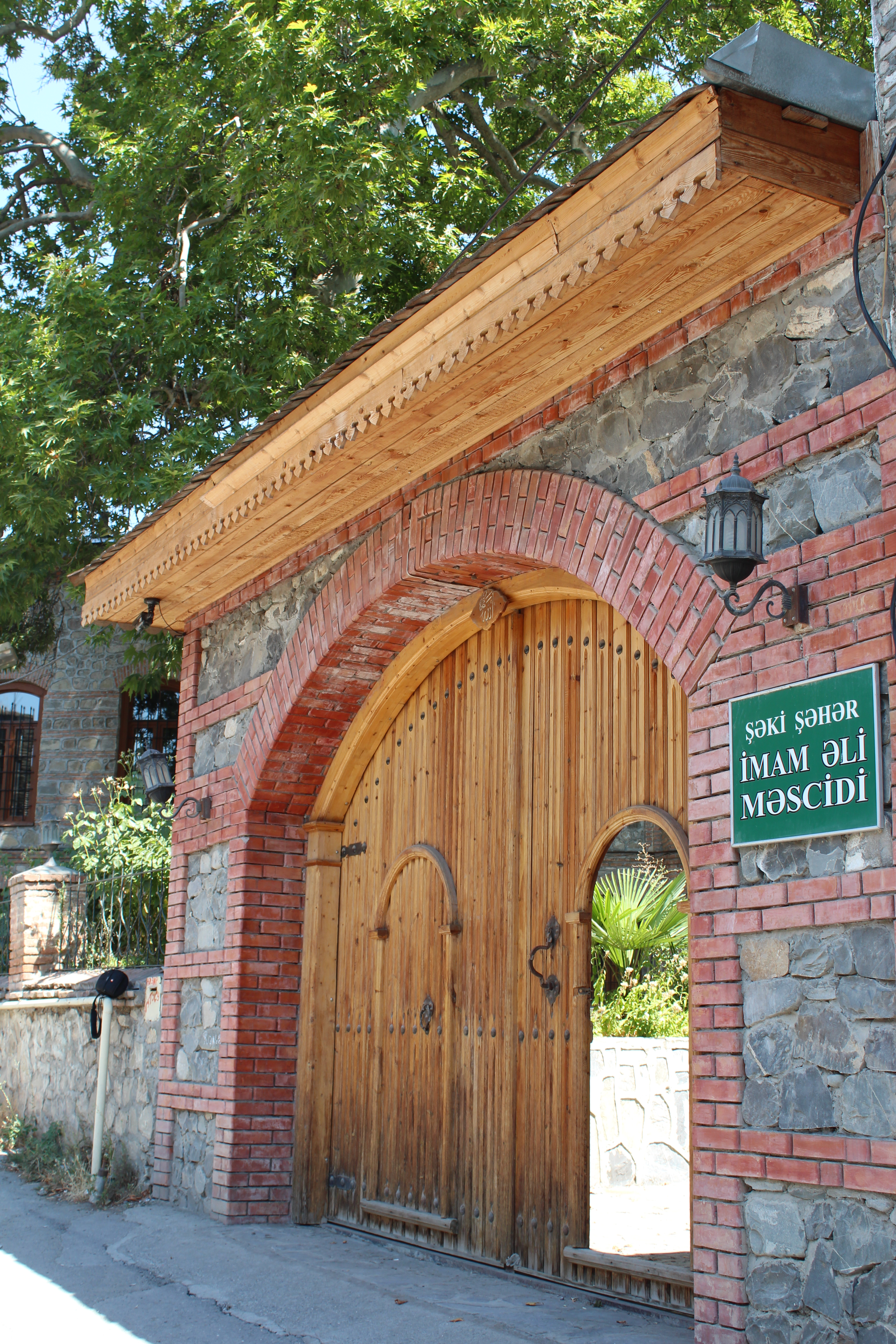
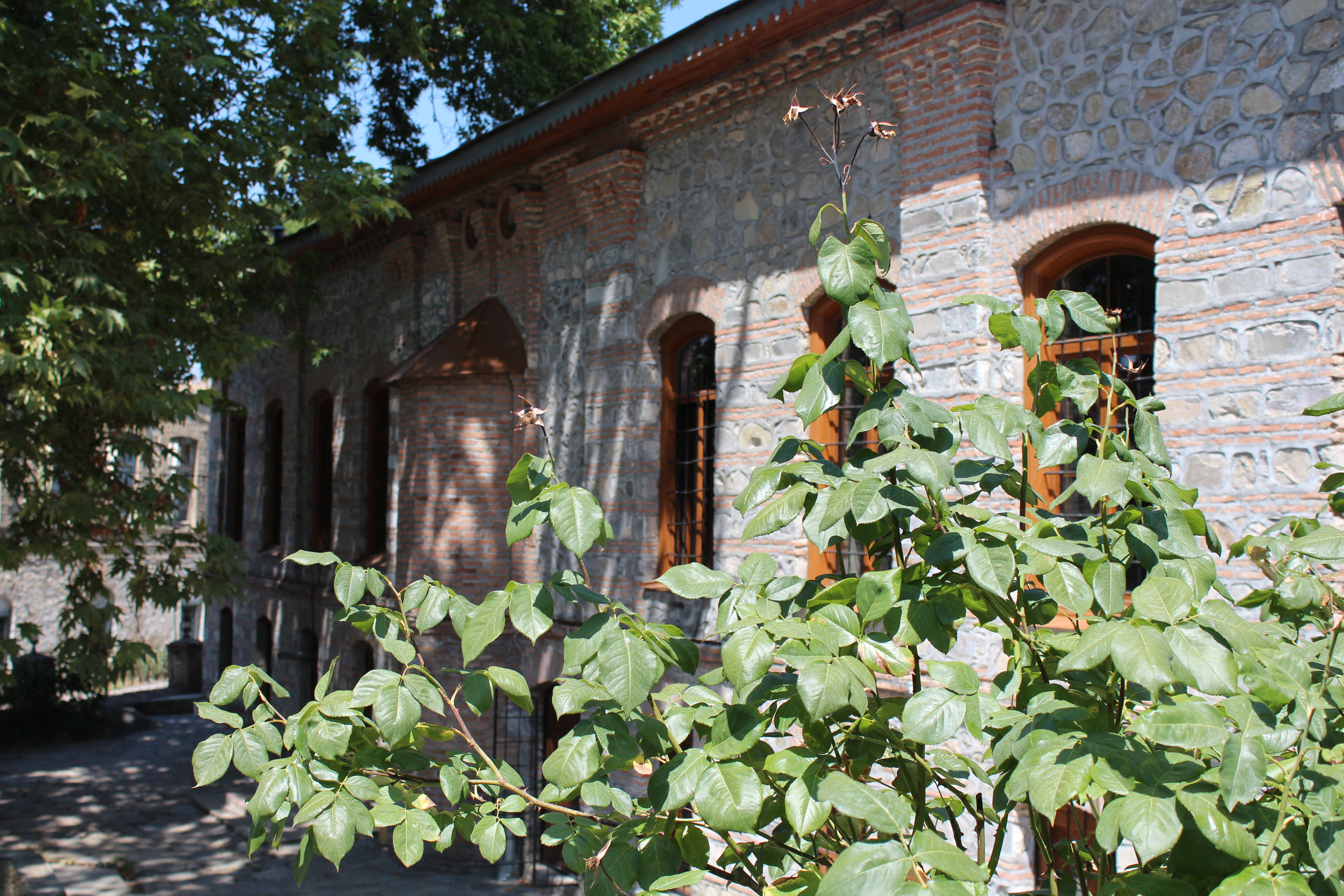
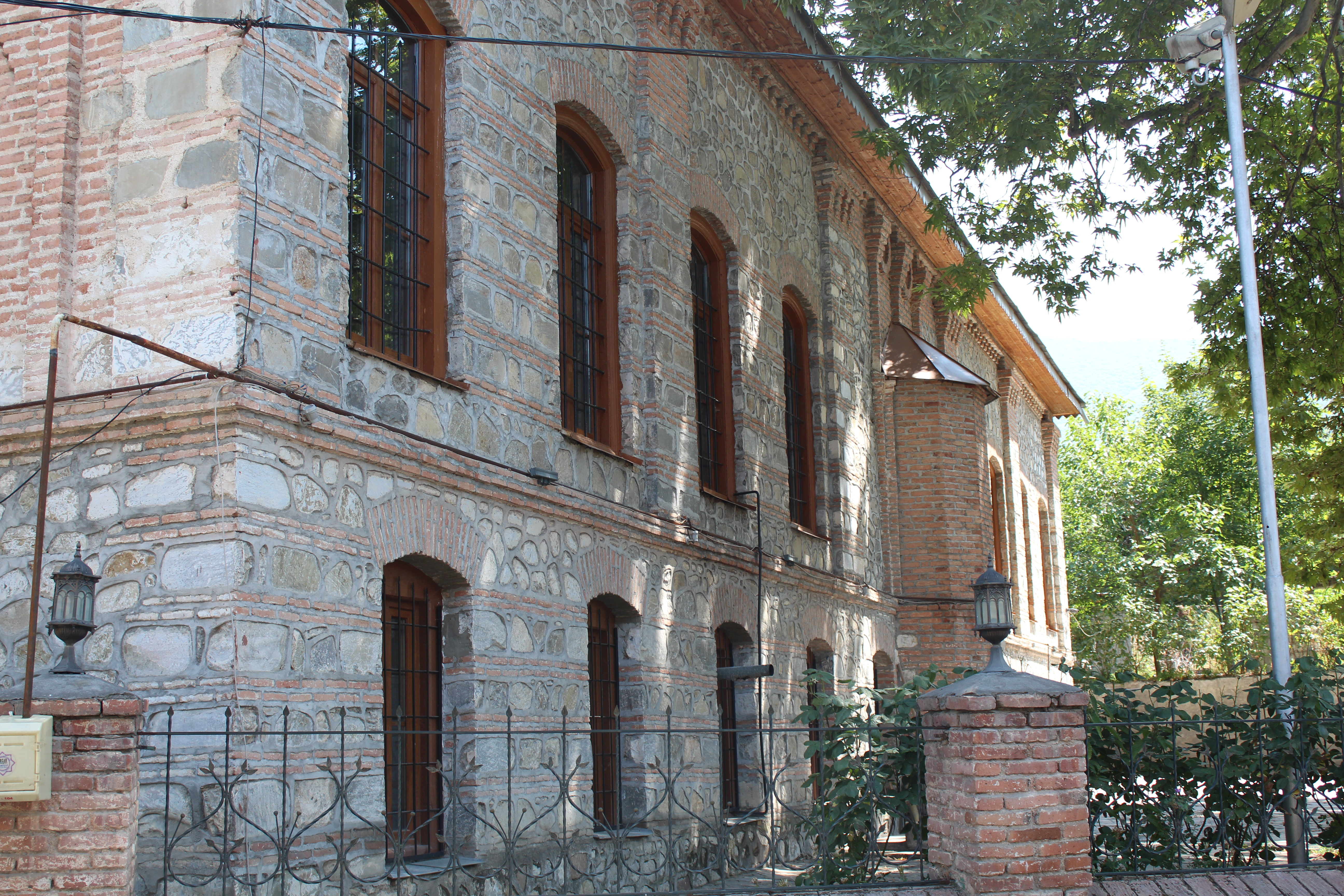